# Campionati europei femminili di sollevamento pesi 1989
I Campionati europei femminili di sollevamento pesi 1989, 2ª edizione della manifestazione, si svolsero a Manchester dal 24 al 26 novembre, e furono gli unici, per i tornei riservati alle donne, in cui la gara mondiale venne considerata valida anche come campionato europeo e furono classificate le tre atlete del continente col miglior piazzamento. In precedenza, si tenne anche la 70ª edizione maschile dei campionati, che si svolsero in una sede diversa, ad Atene.

## Titoli in palio
| Categoria            | Eventi         | Atlete |
| -------------------- | -------------- | ------ |
| Pesi mosca           | Fino a 44 kg   | 8      |
| Pesi gallo           | Fino a 48 kg   | 10     |
| Pesi piuma           | Fino a 52 kg   | 8      |
| Pesi leggeri         | Fino a 56 kg   | 9      |
| Pesi medi            | Fino a 60 kg   | 9      |
| Pesi massimi leggeri | Fino a 67.5 kg | 7      |
| Pesi mediomassimi    | Fino a 75 kg   | 9      |
| Pesi massimi         | Fino a 82.5 kg | 5      |
| Pesi supermassimi    | Oltre 82.5 kg  | 6      |

## Nazioni partecipanti
Le nazioni che hanno partecipato ai campionati furono 13 per un totale di 71 atlete partecipanti. Tra parentesi i partecipanti per nazione.
- Austria (2)
- Bulgaria (9)
- Finlandia (2)
- Francia (9)
- Germania Ovest (8)
- Grecia (9)
- Israele (1)
- Italia (7)
- Norvegia (1)
- Portogallo (2)
- Regno Unito (9)
- Spagna (6)
- Ungheria (6)

## Risultati
Vennero stabiliti cinque record mondiali (ed europei): due nel totale dell'esercizio, tre nelle specialità singole.
| Evento   | Oro                 | Oro      | Argento              | Argento  | Bronzo                 | Bronzo   |
| 44 kg    | 44 kg               | 44 kg    | 44 kg                | 44 kg    | 44 kg                  | 44 kg    |
| -------- | ------------------- | -------- | -------------------- | -------- | ---------------------- | -------- |
| Strappo  | Csilla Földi        | 57,5 kg  | Eulália Romão        | 50,0 kg  | Roberta Sforza         | 50,0 kg  |
| Slancio  | Csilla Földi        | 72,5 kg  | Roberta Sforza       | 70,0 kg  | Danila Manca           | 65,0 kg  |
| Totale   | Csilla Földi        | 130,0 kg | Roberta Sforza       | 120,0 kg | Danila Manca           | 115,0 kg |
| 48 kg    |                     |          |                      |          |                        |          |
| Strappo  | Sara Duarte         | 57,5 kg  | María Dolores Sotoca | 55,0 kg  | Antonia Rios           | 55,0 kg  |
| Slancio  | Katerina Karadžova  | 70,0 kg  | María Dolores Sotoca | 67,5 kg  | Veronika Koos          | 67,5 kg  |
| Totale   | Katerina Karadžova  | 125,0 kg | María Dolores Sotoca | 122,5 kg | Sara Duarte            | 122,5 kg |
| 52 kg    |                     |          |                      |          |                        |          |
| Strappo  | Sijka Stoeva        | 65,0 kg  | Claudia Dola         | 60,0 kg  | Caroline Arno          | 57,5 kg  |
| Slancio  | Sijka Stoeva        | 82,5 kg  | Caroline Arno        | 77,5 kg  | Hélène Victorini       | 75,0 kg  |
| Totale   | Sijka Stoeva        | 147,5 kg | Caroline Arno        | 135,0 kg | Claudia Dola           | 135,0 kg |
| 56 kg    |                     |          |                      |          |                        |          |
| Strappo  | Žaneta Georgieva    | 72,5 kg  | Stéphanie Genna      | 67,5 kg  | Sandra Gómez           | 65,0 kg  |
| Slancio  | Žaneta Georgieva    | 90,0 kg  | Sandra Gómez         | 85,0 kg  | Veronique Roche        | 85,0 kg  |
| Totale   | Žaneta Georgieva    | 162,5 kg | Sandra Gómez         | 150,0 kg | Stéphanie Genna        | 147,5 kg |
| 60 kg    |                     |          |                      |          |                        |          |
| Strappo  | Kamelija Nikolaeva  | 87,5 kg  | Daniela Kerkelova    | 82,5 kg  | Benedicte Comblez      | 67,5 kg  |
| Slancio  | Kamelija Nikolaeva  | 115,0 kg | Maria Christoforidou | 100,0 kg | Daniela Kerkelova      | 100,0 kg |
| Totale   | Kamelija Nikolaeva  | 202,5 kg | Daniela Kerkelova    | 182,5 kg | Annette Campbell       | 152,5 kg |
| 67,5 kg  |                     |          |                      |          |                        |          |
| Strappo  | Mária Takács        | 87,5 kg  | Vălkana Toševa       | 85,0 kg  | Maria Dolores Martinez | 80,0 kg  |
| Slancio  | Mária Takács        | 112,5 kg | Vălkana Toševa       | 105,0 kg | Jeanette Rose          | 97,5 kg  |
| Totale   | Mária Takács        | 200,0 kg | Vălkana Toševa       | 190,0 kg | Maria Dolores Martinez | 175,0 kg |
| 75 kg    |                     |          |                      |          |                        |          |
| Strappo  | Milena Trendafilova | 95,0 kg  | Susanna Samuelsson   | 75,0 kg  | Ann Beatrice Hoein     | 75,0 kg  |
| Slancio  | Milena Trendafilova | 125,0 kg | Susanna Samuelsson   | 102,5 kg | Line Mary              | 97,5 kg  |
| Totale   | Milena Trendafilova | 220,0 kg | Susanna Samuelsson   | 177,5 kg | Sandra Smith-Vokroy    | 167,5 kg |
| 82,5 kg  |                     |          |                      |          |                        |          |
| Strappo  | Judy Oakes          | 87,5 kg  | Erika Takács         | 85,0 kg  | Mima Martekeva         | 82,5 kg  |
| Slancio  | Erika Takács        | 117,5 kg | Judy Oakes           | 115,0 kg | Theodula Spanou        | 97,5 kg  |
| Totale   | Judy Oakes          | 202,5 kg | Erika Takács         | 202,5 kg | Mima Martekeva         | 180,0 kg |
| +82,5 kg |                     |          |                      |          |                        |          |
| Strappo  | Hristina Ilieva     | 82,5 kg  | Ulrike Herchenhein   | 80,0 kg  | Maggie Lynes           | 70,0 kg  |
| Slancio  | Maggie Lynes        | 105,0 kg | Hristina Ilieva      | 100,0 kg | Ulrike Herchenhein     | 100,0 kg |
| Totale   | Hristina Ilieva     | 182,5 kg | Ulrike Herchenhein   | 180,0 kg | Maggie Lynes           | 175,0 kg |

## Medagliere

### Grandi (totale)
Riferito al totale dell'esercizio: 9 nazioni sono entrate nel medagliere.
| Posiz. | Nazione        | Oro | Argento | Bronzo | Totale |
| ------ | -------------- | --- | ------- | ------ | ------ |
| 1      | Bulgaria       | 6   | 2       | 1      | 9      |
| 2      | Ungheria       | 2   | 1       | 0      | 3      |
| 3      | Regno Unito    | 1   | 1       | 3      | 5      |
| 4      | Spagna         | 0   | 2       | 1      | 3      |
| 5      | Italia         | 0   | 1       | 2      | 3      |
| 6      | Finlandia      | 0   | 1       | 0      | 1      |
| 6      | Germania Ovest | 0   | 1       | 0      | 1      |
| 8      | Francia        | 0   | 0       | 1      | 1      |
| 8      | Portogallo     | 0   | 0       | 1      | 1      |
| Totale | Totale         | 9   | 9       | 9      | 27     |

### Grandi (totale) e Piccole (Strappo e Slancio)
Riferito al totale dell'esercizio e delle due specialità: 11 nazioni sono entrate nel medagliere.
| Posiz. | Nazione        | Oro | Argento | Bronzo | Totale |
| ------ | -------------- | --- | ------- | ------ | ------ |
| 1      | Bulgaria       | 16  | 6       | 3      | 25     |
| 2      | Ungheria       | 7   | 2       | 1      | 10     |
| 3      | Regno Unito    | 3   | 3       | 6      | 12     |
| 4      | Portogallo     | 1   | 1       | 1      | 3      |
| 5      | Spagna         | 0   | 5       | 4      | 9      |
| 6      | Italia         | 0   | 3       | 4      | 7      |
| 7      | Finlandia      | 0   | 3       | 0      | 3      |
| 8      | Germania Ovest | 0   | 2       | 1      | 3      |
| 9      | Francia        | 0   | 1       | 5      | 6      |
| 10     | Grecia         | 0   | 1       | 1      | 2      |
| 11     | Norvegia       | 0   | 0       | 1      | 1      |
| Totale | Totale         | 27  | 27      | 27     | 81     |